# Fernpassstraße
De Fernpassstraße (B179, tot 1999 B314) is een Oostenrijkse weg over de Fernpas tussen Füssen en Nassereith. Voor deze weg is geen tolvignet nodig.
De bergpas is in zeer goede staat. Het gedeelte van Füssen tot Reutte-Süd is een zeer brede autoweg. Het is maar een tweebaansweg, maar auto's kunnen elkaar inhalen zonder echt op de andere rijbaan van het tegenliggend verkeer te komen. Dit weggedeelte is als een vlakke Schnellstraße aangelegd.
Tussen Reutte-Süd en de Lermooser Tunnel is de weg een beetje kronkelend, van normale breedte en niet vlak. Sinds eind 2010 ligt er om het dorp Heiterwang een nieuwe bypass, zodat het verkeer niet langer meer door het dorp hoeft te rijden. Daarnaast is de rijbaan tussen Reutte-Süd en de nieuwe bypass flink verbreed. Na de openstelling van de bypass is de B179 tot Heiterwang-Süd ongelijkvloers uitgebouwd.
Bij de Lermooser Tunnel is de weg niet helemaal vlak. Wel is dit stuk een autoweg.
De bergpas zelf heeft een paar haarspeldbochten. Het steilste stuk heeft een helling van 8% en de pas is goed te berijden voor bijvoorbeeld auto's met caravan en vrachtwagens.
Na de bergpas sluit de weg in Nassereith aan op de B189. In westelijke richting loopt deze weg door het Gurgltal richting Imst, in oostelijke richting over de bergpas Holzleithensattel richting Telfs en Innsbruck.
Het gehele traject van de B179 en het traject van de B189 tussen de aansluiting met de B179 en de A12 is in 1975 gepland als S14 (een vierbaans weg). De natuurbescherming heeft dit plan afgekeurd en voorlopig zal de S14 er niet komen.

## Planningen
Reeds geruime tijd bestaat het plan om de Fernpassstraße aan te sluiten op de Inntal Autobahn (A12). Hiervoor zou een 4,3 kilometer lange tunnel onder de Tschirgant door moeten worden gegraven tot bij Haiming. Het begin van de bouw van het traject stond gepland voor 2011; de start van de aanleg van de Tschirganttunnel moest in eerste instantie in 2013 volgen. Het nieuwe weggedeelte zou dan voor het verkeer vrijgegeven kunnen worden in 2016. Men hoopt dat dit nieuwe traject de toenemende verkeersstromen over de Holzleithensattel en door het Gurgltal zal kunnen doen verminderen. In het kader van financiële bezuinigingen door de wegbeheerder ASFiNAG is dit project voorlopig geschrapt.

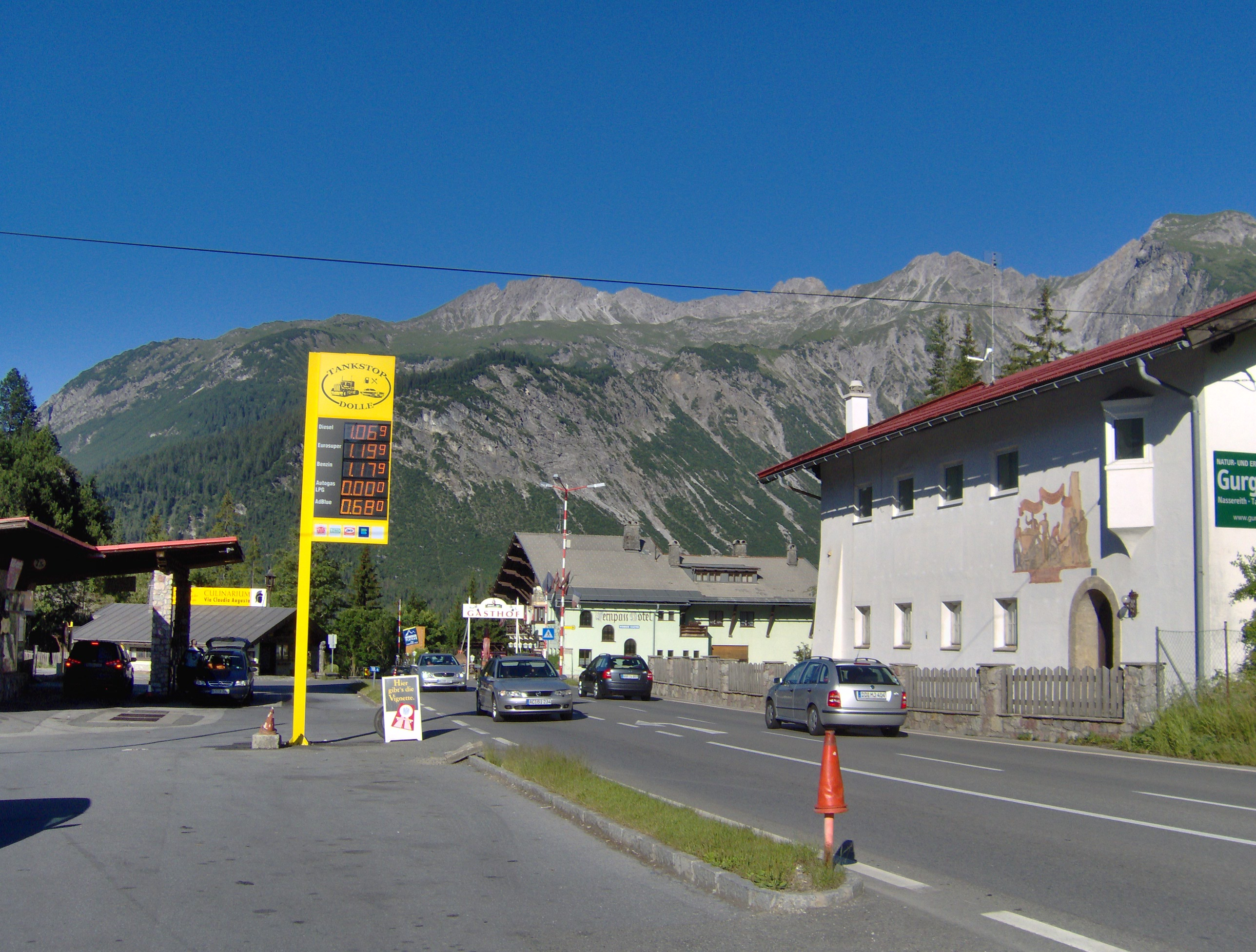
De Fernpassstraße ter hoogte van de pashoogte van de Fernpas.

B1 · 
B2 · 
B3 · 
B4 · 
B5 · 
B6 · 
B7 · 
B8 · 
B9 · 
B10 · 
B11 · 
B12 · 
B13 · 
B14 · 
B15 · 
B16 · 
B17 · 
B18 · 
B19 · 
B20 ·  
B21 · 
B22 · 
B23 · 
B24 · 
B25 · 
B26 · 
B27 · 
B28 · 
B29 · 
B30 · 
B31 · 
B32 · 
B33 · 
B34 · 
B35 · 
B36 · 
B37 · 
B38 · 
B39 · 
B40 · 
B41 · 
B42 · 
B43 · 
B44 · 
B45 · 
B46 · 
B47 · 
B48 · 
B49 · 
B50 · 
B51 · 
B52 · 
B53 · 
B54 · 
B55 · 
B56 · 
B57 · 
B58 · 
B59 · 
B60 · 
B61 · 
B62 · 
B63 · 
B64 · 
B65 · 
B66 · 
B67 · 
B68 · 
B69 · 
B70 · 
B71 · 
B72 · 
B73 · 
B74 · 
B75 · 
B76 · 
B77 · 
B78 · 
B79 · 
B80 · 
B81 · 
B82 · 
B83 · 
B84 · 
B85 · 
B86 · 
B87 · 
B88 · 
B89 · 
B90 · 
B91 · 
B92 · 
B93 · 
B94 · 
B95 · 
B96 · 
B97 · 
B98 · 
B99 · 
B100 · 
B105 · 
B106 · 
B107 · 
B108 · 
B109 · 
B110 · 
B111 · 
B113 · 
B114 · 
B115 · 
B116 · 
B117 · 
B119 · 
B120 · 
B121 · 
B122 · 
B123 · 
B124 · 
B125 · 
B126 · 
B127 · 
B129 · 
B130 · 
B131 · 
B132 · 
B133 · 
B134 · 
B135 · 
B136 · 
B137 · 
B138 · 
B139 · 
B140 · 
B141 · 
B142 · 
B143 · 
B144 · 
B145 · 
B146 · 
B147 · 
B148 · 
B149 · 
B150 · 
B151 · 
B152 · 
B153 · 
B154 · 
B155 · 
B156 · 
B158 · 
B159 · 
B160 · 
B161 · 
B162 · 
B163 · 
B164 · 
B165 · 
B166 · 
B167 · 
B168 · 
B169 · 
B170 · 
B171 · 
B172 · 
B173 · 
B174 · 
B175 · 
B176 · 
B177 · 
B178 · 
B179 · 
B180 · 
B181 · 
B182 · 
B183 · 
B184 · 
B185 · 
B186 · 
B187 · 
B188 · 
B189 · 
B190 · 
B191 · 
B192 · 
B193 · 
B197 · 
B198 · 
B199 · 
B200 · 
B201 · 
B202 · 
B203 · 
B204 · 
B205 · 
B209 · 
B210 · 
B211 · 
B212 · 
B213 · 
B214 · 
B215 · 
B216 · 
B217 · 
B218 · 
B219 · 
B220 · 
B221 · 
B222 · 
B223 · 
B224 · 
B225 · 
B226 · 
B227 · 
B228 · 
B229 · 
B230 · 
B303 · 
B305 · 
B309 · 
B310 · 
B311 · 
B316 · 
B317 · 
B319 · 
B320